# Jeremy Miller
Pour les articles homonymes, voir Miller.
Jeremy Miller est un acteur américain, né le 21 octobre 1976 à West Covina (Californie). Il se fait connaître grâce au rôle de Ben Seaver dans Quoi de neuf docteur ? (Growing Pains, 1985-1992).

## Biographie

### Jeunesse et formation
Jeremy James Miller naît le 21 octobre 1976 à West Covina, en Californie. Il fréquente l'université du Sud de la Californie, à Los Angeles, pendant un an,.

### Carrière
Jeremy Miller commence sa carrière à l'âge de cinq ans. En 1984, il apparaît dans un épisode de la série de jeunesse Punky Brewster, avant d'être choisi pour le rôle de Ben Seaver, le fils cadet, dans Quoi de neuf docteur ? (Growing Pains).

« Il y avait beaucoup d'avantages à être un enfant star à la télévision. Vous n'imaginez pas, il y a toujours des gens qui veillent sur vous. Le fait d'être traité différemment joue sur les deux plans. C'était quelque chose que j'ai vraiment compris quand j'étais enfant, il a fallu être très prudent à l'égard de ces gens impliqués dans ma vie. »

— Jeremy Miller, dans l'émission d'Oprah Winfrey

### Vie privée
Jeremy Miller est marié à Joanie Miller, avec qui il a trois beaux-fils.
Fin avril 2014, en tant que défenseur des patients du centre de désintoxication à Santa Ana (Californie), il avoue avoir commencé à boire à l'âge de quatre ans, parce que « ses grands-parents faisaient presque tout le temps la fête (…) et je courrais partout, tout en vidant les verres qui restaient. ».

## Filmographie partielle

### Longs métrages
- 1987 : Emanon de Stuart Paul : Jason Ballantine
- 1990 : The Willies de Brian Peck : Brad
- 2000 : Scooby-Doo et les Extraterrestres (Scooby-Doo and the Alien Invaders) de Jim Stenstrum (divers voix)
- 2003 : Dickie Roberts, ex enfant star (Dickie Roberts: Former Child Star) de Sam Weisman : lui-même

### Court métrage
- 1986 : Happy New Year, Charlie Brown de Sam Jaimes et Bill Melendez : Linus van Pelt (voix)

### Téléfilms
- 1985 : Prête-moi ta vie (Deceptions) : Mark Richards
- 1988 : Snoopy: The Musical de Sam Jaimes : Linus van Pelt (voix)
- 1993 : Obsession nasale (Based on an Untrue Story) de Jim Drake : Jackie
- 2000 : Quoi de neuf, docteur ? Le Film (The Growing Pains Movie) d'Alan Metter : Ben Seaver
- 2004 : Quoi de neuf, docteur ? : La Famille avant-tout (Growing Pains: Return of the Seavers) de Joanna Kerns : Ben Seaver

### Séries télévisées
- 1984 : Punky Brewster : Jimmy (saison 1, épisode 8 : Visit to the Doctor)
- 1985-1992 : Quoi de neuf docteur ? (Growing Pains) : Ben Seaver (158 épisodes)
- 1985 : Les Aventures de Charlie Brown et de Snoopy (The Charlie Brown and Snoopy Show) : Linus van Pelt (voix ; saison 2)
- 1988 : This Is America, Charlie Brown) : Linus van Pelt (voix ; saison 1, épisode 2 : The Birth of the Constitution)